# Amt Merzig
Die Gemeinschaft Saargau und Merzig (räumlich der untere Saargau) war eine von 1334 bis 1778 bestehender Verwaltungs- und Gerichtsbezirk als Kondominium zwischen dem Herzogtum Lothringen und dem Kurfürstentum Trier. 1778 erfolgte eine Realteilung und das trierische Amt Merzig umfasste die Teile rechts der Saar (und wurde um weitere Orte aus der Pflege Losheim erweitert) während die Teile links der Saar an das Königreich Frankreich fielen.

## Geschichte
Mit dem Aussterben der Saargaugrafen des unteren Saargaus hatte Trier den Besitz als erledigtes Lehen eingezogen. Durch Verpfändungen erhielt das Haus Luxemburg Anteile am Besitz, diese gingen durch Erbschaft an die lothringischen Herzöge und zuletzt an die französischen Könige über. Am 30. Juli 1620 einigten sich Lothringen und Trier in einem Vertrag auf die Modalitäten der gemeinsamen Herrschaft. Mit dem Wiener Frieden kam Lothringen 1737 zu Frankreich. Im Vertrag von Nancy 1740 bestätigten Frankreich und Trier die gemeinsame Herrschaft. Mit Vertrag vom 1. Juli 1778 erfolgte die Realteilung zwischen Frankreich und Trier.
Damit erhielt Kurtrier die uneingeschränkte Souveränität über die Stadt Merzig und die Orte Biezen, Harlingen, Menningen, Bachen diesseits des Bachs, Ponten, einem Teil von Besseringen, St. Gangolph, Montclair und Mettlach (Ort und Abtei).
1779 wurde das trierische Amt Merzig gebildet. Neben den bisherigen Orten rechts der Saar erhielt das Amt die Pflege Losheim aus dem Amt Saarburg.
Erzbischof Johann VI. (1556–1567) ordnete am 26. November 1556 mit Zustimmung der Landstände in Koblenz eine vierjährige Landsteuer an. Je 1000 Gulden Vermögen betrug die Steuer 3,5 Gulden. Am 20. Juli 1563 forderte er Berichte aller Ämter an, die über die Orte und die dortigen Steuerzahler Auskunft geben sollte. Die Pflege Losheim bestand danach aus Losheim, Niederlosheim, Nunkirchen, Wahlen, Buschfeld, Oppen, Reimsbach, Erbringen, Düppenweiler, Nieder- und Oberweiler, Rissenthal, Rimlingen, Bardenbach, Bachem, Brotorf, Hausbach, Britten, Saarhölzbach, Bergen, Scheiden und Wallhölzbach.
Nach der Eroberung und Annexion der linksrheinischen deutschen Territorien während der Revolutionskriege durch die französischen Revolutionsarmeen 1794 wurde das Amt faktisch, durch den Frieden von Lunéville am 9. Februar 1801 juristisch Teil Frankreichs. Das Amt wurde aufgelöst. Stattdessen wurde am 4. Pluviôse an VI (= 23. Januar 1798) der Kanton Merzig im Arrondissement Saarbrücken im Saardepartement eingerichtet.